# Ara Širaz
Ara Širaz  (arménsky Արա Շիրազ) vlastním jménem Aramazd Hovhannesovič Karapetjan (arménsky  Արամազդ Հովհաննեսի Կարապետյան 8. června 1941 Jerevan, Arménská SSR – 18. března 2014 Jerevan, Arménie) byl prominentní arménský sochař a umělec, známý svými monumentálními sochami, bustami a portréty významných osobností.

## Život
Narodil se v Jerevanu do rodiny uznávaných arménských básníků Hovhannese Širaze a Silvy Kaputikjanové, od dětství vyrůstal v uměleckém prostředí. V devíti letech se ve škole přihlásil do amatérského uměleckého kroužku a vybral si sochařství. V roce 1966 absolvoval Jerevanský státní institut umění a divadla. Od roku 1966 se účastnil řady výstav mladých umělců na republikové, sovětské i mezinárodní úrovni. Od roku 1968 byl členem Svazu umělců Arménie. Organizoval výstavy v Moskvě, Leningradě a Tbilisi. V roce 1977 získal ocenění Zasloužilý umělec Arménie a v roce 1979 mu byla udělena Státní cena za basreliéf Orli na střeše jerevanského hotelu Dvin.
V letech 1987 až 1993 byl prezidentem Arménské umělecké asociace.
Dne 24. února 2014 byl v těžkém stavu hospitalizován, lékaři mu diagnostikovali závažnou poruchu prokrvení mozku. Zemřel 18. března 2014 v nemocnici na následky mozkové mrtvice.

## Dílo

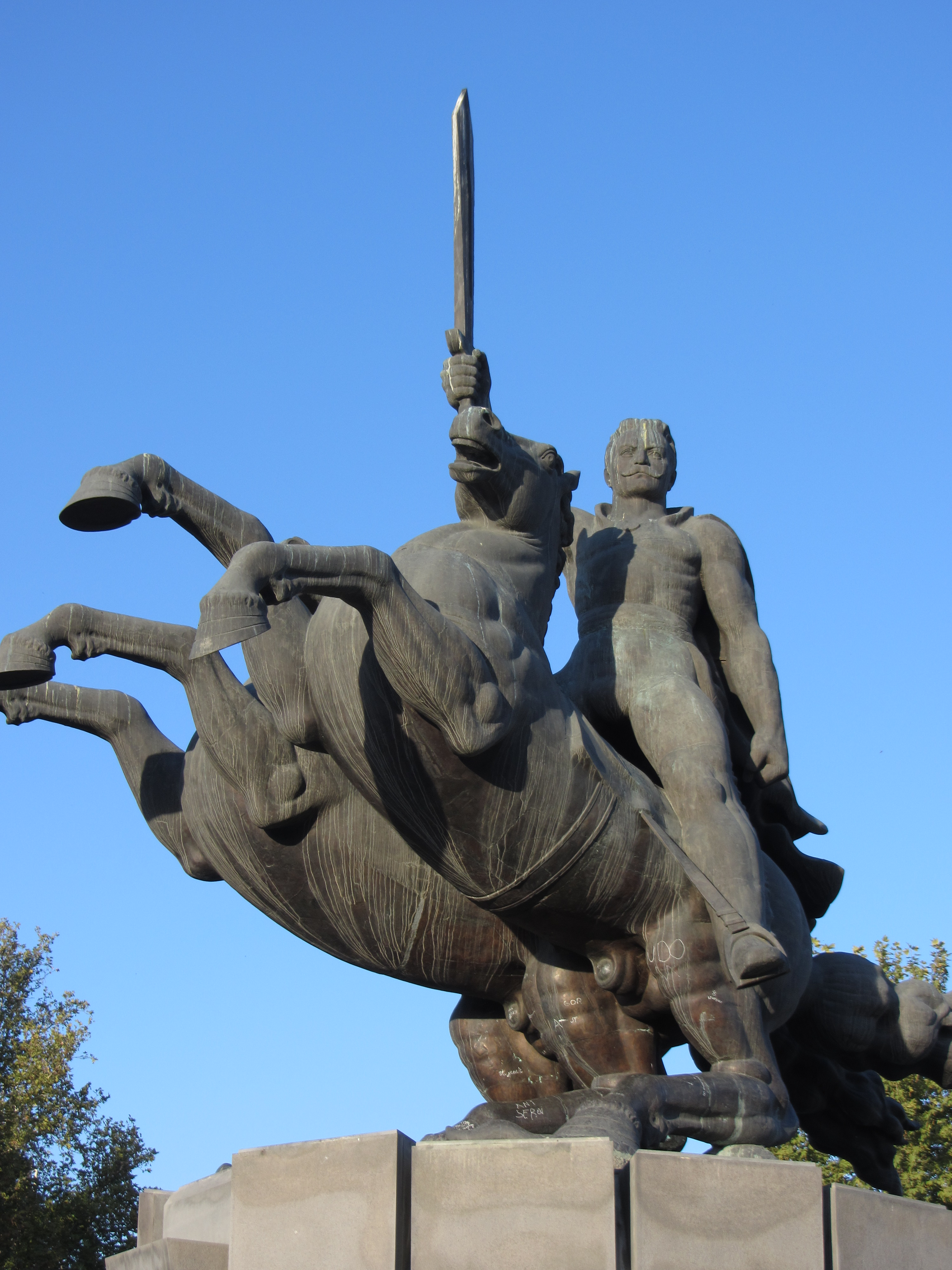
Socha generála Andranika na dvou koních (2002)

Jeho tvorba byla silně ovlivněna arménskou kulturou, historií a národní identitou.
K jeho nejvýznamnějším dílům patří kompozice Antuni (1969),Óda (1970), socha Williama Saroyana (1975), Pabla Picassa (1976), pomník Parujra Sevaka na stejnojmenné jerevanské škole (1974).
Obrazy a socha Ara Širaze se nachází v mnoha soukromých sbírkách po celém světě: v Moskvě, Petrohradě, Tbilisi, Jerevanu, Bejrútu, Paříži, Londýně, New Yorku, Los Angeles a dalších městech.
Ara Širaz je také autorem monumentální sochy generála Andranika (2002), který sedí na dvou koních, které symbolizují západní a východní Arménii.